# 地区馒头蟹
地区馒头蟹（学名：Calappa terrae-reginae）为馒头蟹科馒头蟹属的动物。分布于朝鲜海峡、澳大利亚以及中国大陆的广西、海南岛等地，生活环境为海水，主要生活于近海泥沙质海底上。